# La Tour-de-Salvagny
La Tour-de-Salvagny är en kommun i departementet Rhône i regionen Auvergne-Rhône-Alpes i östra Frankrike. Kommunen ligger i kantonen L'Arbresle som tillhör arrondissementet Lyon. År 2022 hade La Tour-de-Salvagny 4 460 invånare.

## Befolkningsutveckling
Antalet invånare i kommunen La Tour-de-Salvagny
| Referens: INSEE |